# Roland Grahammer
Roland Grahammer (ur. 3 listopada 1963 w Augsburgu) – niemiecki piłkarz występujący na pozycji obrońcy.

## Kariera piłkarska
Grahammer jako junior grał w zespołach SpVgg Bärenkeller oraz FC Augsburg, do którego trafił w 1976 roku. W 1982 roku został włączony do jego pierwszej drużyny, grającej w 2. Bundeslidze. W sezonie 1982/1983 rozegrał tam 34 spotkania i zdobył 2 bramki. W 1983 roku przeszedł do pierwszoligowego zespołu 1. FC Nürnberg. W Bundeslidze zadebiutował 13 sierpnia 1983 roku w przegranym 2:4 pojedynku z Bayerem Uerdingen. 23 sierpnia 1983 roku w wygranym 2:0 meczu z Arminią Bielefeld strzelił pierwszego gola w Bundeslidze. W 1984 roku spadł z zespołem do 2. Bundesligi, ale w 1985 roku wrócił z nim do Bundesligi. W 1. FC Nürnberg spędził jeszcze trzy lata.
W 1988 roku Grahammer odszedł do Bayernu Monachium, również grającego w Bundeslidze. Pierwszy ligowy mecz zaliczył tam 23 lipca 1988 roku przeciwko Eintrachtowi Frankfurt (3:0). Przez sześć lat w barwach Bayernu rozegrał 102 spotkania i zdobył dwie bramki. Wraz z zespołem wywalczył również trzy mistrzostwa Niemiec (1989, 1990, 1994) oraz dwa wicemistrzostwa Niemiec (1991, 1993). W 1994 roku zakończył karierę.

## Kariera reprezentacyjna
W 1988 roku Grahammer został powołany do kadry na Letnie Igrzyska Olimpijskie, podczas których wraz z drużyną zajął 3. miejsce i wywalczył brązowy medal. Wcześniej grał w reprezentacji RFN U-18 oraz U-21.